# Chrysogorgia irregularis
Chrysogorgia irregularis är en korallart som beskrevs av Thomson och Henderson 1906. Chrysogorgia irregularis ingår i släktet Chrysogorgia och familjen Chrysogorgiidae. Inga underarter finns listade i Catalogue of Life.